# Amine Touahri
Amine "Zenga" Touahri (sinh ngày 12 tháng 2 năm 1989 ở Hussein Dey, Algiers) là một cầu thủ bóng đá người Algérie. Anh từng thi đấu ở vị trí tiền đạo cho US Monastir ở Giải bóng đá hạng nhất quốc gia Tunisia.

## Sự nghiệp quốc tế
Touahri được triệu tập thi đấu ở 2010 UNAF U-23 Tournament. Vào ngày 13 tháng 12 năm 2010, anh ghi bàn thắng thứ 6 vào lưới U-23 Cameroon. Ngày 16 tháng 11 năm 2011, anh được lựa chọn vào đội hình của Algérie tham dự Giải vô địch bóng đá U-23 châu Phi 2011 ở Maroc.

## Danh hiệu
- Vào chung kết của Cúp bóng đá Algérie 1 lần cùng với USM El Harrach ở 2011